# Pizzo Coca
El Pizzo Coca es una montaña de los Alpes con una altura de 3.050 m s. n. m. Se encuentra a caballo entre Val Seriana y Valtellina. Se alza a lo largo de la divisoria de aguas que separa la provincia de Bérgamo de la provincia de Sondrio. Es la montaña más alta de los Alpes Orobie.
Tiene dos cumbres que distan entre sí decenas de metros: la meridional, citada sobre el mapa y apenas al norte del encuentro de las esquinas sur y sudeste, cumbre comprendida en laladera seriana; la septentrional línea orográfica principal de elevación apenar menor.
Según la clasificación SOIUSA, Pizzo Coca pertenece a:
- Gran parte: Alpes orientales
- Gran sector: Alpes del sudeste
- Sección: Alpes y Prealpes Bergamascos
- Subsección: Alpes Orobie
- Supergrupo: Alpes Orobie Orientales
- Grupo: Grupo de Coca
- Subgrupo: Grupo Scais-Redorta
- Código: II/C-29.I-A.2.b